# Lonchocarpus sutherlandii
Lonchocarpus sutherlandii är en ärtväxtart som först beskrevs av William Henry Harvey, och fick sitt nu gällande namn av Stephen Troyte Dunn. Lonchocarpus sutherlandii ingår i släktet Lonchocarpus och familjen ärtväxter. Inga underarter finns listade i Catalogue of Life.